# 7e étape du Tour d'Italie 2020
Pour un article plus général, voir Tour d'Italie 2020.
La 7e étape du Tour d'Italie 2020 se déroule le vendredi 9 octobre 2020, entre Matera et Brindisi, sur une distance de 143 km.

## Déroulement de la course
Les formations Deceuninck-Quick Step et Jumbo-Visma profitent du vent pour provoquer des bordures dès le début de l'étape. Parmi les coureurs piégés, on retrouve la moitié du Top 10 (Fuglsang, Majka, Bilbao, Vanhoucke et Pozzovivo) et Simon Yates. Après une passe d'armes de plusieurs dizaines de kilomètres, les différents groupes attardés vont petit à petit recoller sur le premier peloton, qui a repris les échappés. Déjà présents dans l'échappée matinale, Simon Pellaud et Marco Frapporti resortent peu avant le premier sprint intermédiaire. Pellaud passe en tête, tandis que Démare prend la 3e place devant Sagan et Matthews. Le duo de tête est repris avant le second sprint intermédiaire. Une chute sous l'arche à 45 km de l'arrivée coupe le peloton en plusieurs parties. Pozzovivo est dans le 2e groupe, Zakarin dans le 3e et les porteurs des maillots bleu et blanc sont dans le 4e, mais ces différents groupes vont finir par rentrer, le peloton est de nouveau groupé à 21,5 km du but. Arnaud Démare est une nouvelle fois le plus rapide lors du sprint final, confortant ainsi son maillot cyclamen. Il devance sur la ligne Peter Sagan et Michael Matthews.

## Résultats

### Classement de l'étape
| \| Classement de l'étape \| Classement de l'étape \| Classement de l'étape \| Classement de l'étape \| Classement de l'étape \| \| Coureur \| Coureur \| Pays \| Équipe \| Temps \| \| --------------------- \| --------------------- \| --------------------- \| ---------------------- \| --------------------- \| \| 1er \| Arnaud Démare \| France \| Groupama-FDJ \| 2 h 47 min 28 s \| \| 2e \| Peter Sagan \| Slovaquie \| Bora-Hansgrohe \| + 0 s \| \| 3e \| Michael Matthews \| Australie \| Team Sunweb \| + 0 s \| \| 4e \| Ben Swift \| Royaume-Uni \| Ineos Grenadiers \| + 0 s \| \| 5e \| Álvaro Hodeg \| Colombie \| Deceuninck-Quick Step \| + 0 s \| \| 6e \| Rudy Barbier \| France \| Israel Start-Up Nation \| + 0 s \| \| 7e \| Davide Ballerini \| Italie \| Deceuninck-Quick Step \| + 0 s \| \| 8e \| Enrico Battaglin \| Italie \| Bahrain McLaren \| + 0 s \| \| 9e \| Filippo Fiorelli \| Italie \| Bardiani CSF Faizanè \| + 0 s \| \| 10e \| Elia Viviani \| Italie \| Cofidis \| + 0 s \| |                  |             |                        |                 |
| |                  |             |                        |                 |
| Source : ProCyclingStats |                  |             |                        |                 |
| Classement de l'étape |                  |             |                        |                 |
| Coureur | Coureur          | Pays        | Équipe                 | Temps           |
| 1er | Arnaud Démare    | France      | Groupama-FDJ           | 2 h 47 min 28 s |
| 2e | Peter Sagan      | Slovaquie   | Bora-Hansgrohe         | + 0 s           |
| 3e | Michael Matthews | Australie   | Team Sunweb            | + 0 s           |
| 4e | Ben Swift        | Royaume-Uni | Ineos Grenadiers       | + 0 s           |
| 5e | Álvaro Hodeg     | Colombie    | Deceuninck-Quick Step  | + 0 s           |
| 6e | Rudy Barbier     | France      | Israel Start-Up Nation | + 0 s           |
| 7e | Davide Ballerini | Italie      | Deceuninck-Quick Step  | + 0 s           |
| 8e | Enrico Battaglin | Italie      | Bahrain McLaren        | + 0 s           |
| 9e | Filippo Fiorelli | Italie      | Bardiani CSF Faizanè   | + 0 s           |
| 10e | Elia Viviani     | Italie      | Cofidis                | + 0 s           |

### Points attribués pour le classement par points
| Sprint intermédiaire Tarente (km 66,2) | Sprint intermédiaire Tarente (km 66,2) | Sprint intermédiaire Tarente (km 66,2) | Sprint intermédiaire Tarente (km 66,2) | Sprint intermédiaire Tarente (km 66,2) |
| -------------------------------------- | -------------------------------------- | -------------------------------------- | -------------------------------------- | -------------------------------------- |
|                                        | Coureur                                | Pays                                   | Équipe                                 | Point(s)                               |
| 1er                                    | Simon Pellaud                          | Suisse                                 | Androni Giocattoli-Sidermec            | 12                                     |
| 2e                                     | Marco Frapporti                        | Italie                                 | Vini Zabù-KTM                          | 8                                      |
| 3e                                     | Elia Viviani                           | Italie                                 | Cofidis                                | 6                                      |
| 4e                                     | Arnaud Démare                          | France                                 | Groupama-FDJ                           | 5                                      |
| 5e                                     | Peter Sagan                            | Slovaquie                              | Bora-Hansgrohe                         | 4                                      |
| 6e                                     | Michael Matthews                       | Australie                              | Sunweb                                 | 3                                      |
| 7e                                     | Ramon Sinkeldam                        | Pays-Bas                               | Groupama-FDJ                           | 2                                      |
| 8e                                     | Jacopo Guarnieri                       | Italie                                 | Groupama-FDJ                           | 1                                      |
| modifier                               |                                        |                                        |                                        |                                        |

| Arrivée d'étape Brindisi (km 143) | Arrivée d'étape Brindisi (km 143) | Arrivée d'étape Brindisi (km 143) | Arrivée d'étape Brindisi (km 143) | Arrivée d'étape Brindisi (km 143) |
| --------------------------------- | --------------------------------- | --------------------------------- | --------------------------------- | --------------------------------- |
|                                   | Coureur                           | Pays                              | Équipe                            | Point(s)                          |
| 1er                               | Arnaud Démare                     | France                            | Groupama-FDJ                      | 50                                |
| 2e                                | Peter Sagan                       | Slovaquie                         | Bora-Hansgrohe                    | 35                                |
| 3e                                | Michael Matthews                  | Australie                         | Sunweb                            | 25                                |
| 4e                                | Ben Swift                         | Royaume-Uni                       | Ineos Grenadiers                  | 18                                |
| 5e                                | Álvaro Hodeg                      | Colombie                          | Deceuninck-Quick Step             | 14                                |
| 6e                                | Rudy Barbier                      | France                            | Israel Start-Up Nation            | 12                                |
| 7e                                | Davide Ballerini                  | Italie                            | Deceuninck-Quick Step             | 10                                |
| 8e                                | Enrico Battaglin                  | Italie                            | Bahrain-McLaren                   | 8                                 |
| 9e                                | Filippo Fiorelli                  | Italie                            | Bardiani CSF Faizanè              | 7                                 |
| 10e                               | Elia Viviani                      | Italie                            | Cofidis                           | 6                                 |
| 11e                               | Fernando Gaviria                  | Colombie                          | UAE Emirates                      | 5                                 |
| 12e                               | Giovanni Lonardi                  | Italie                            | Bardiani CSF Faizanè              | 4                                 |
| 13e                               | Mikkel Bjerg                      | Danemark                          | UAE Emirates                      | 3                                 |
| 14e                               | Josef Černý                       | Tchéquie                          | CCC Team                          | 2                                 |
| 15e                               | Sam Oomen                         | Pays-Bas                          | Sunweb                            | 1                                 |
| modifier                          |                                   |                                   |                                   |                                   |

### Points attribués pour le classement des sprints intermédiaires
| Sprint intermédiaire Tarente (km 66,2) | Sprint intermédiaire Tarente (km 66,2) | Sprint intermédiaire Tarente (km 66,2) | Sprint intermédiaire Tarente (km 66,2) | Sprint intermédiaire Tarente (km 66,2) |
| -------------------------------------- | -------------------------------------- | -------------------------------------- | -------------------------------------- | -------------------------------------- |
|                                        | Coureur                                | Pays                                   | Équipe                                 | Point(s)                               |
| 1er                                    | Simon Pellaud                          | Suisse                                 | Androni Giocattoli-Sidermec            | 10                                     |
| 2e                                     | Marco Frapporti                        | Italie                                 | Vini Zabù-KTM                          | 6                                      |
| 3e                                     | Elia Viviani                           | Italie                                 | Cofidis                                | 3                                      |
| 4e                                     | Arnaud Démare                          | France                                 | Groupama-FDJ                           | 2                                      |
| 5e                                     | Peter Sagan                            | Slovaquie                              | Bora-Hansgrohe                         | 1                                      |
| modifier                               |                                        |                                        |                                        |                                        |

| Sprint intermédiaire Grottaglie (km 91,5) | Sprint intermédiaire Grottaglie (km 91,5) | Sprint intermédiaire Grottaglie (km 91,5) | Sprint intermédiaire Grottaglie (km 91,5) | Sprint intermédiaire Grottaglie (km 91,5) |
| ----------------------------------------- | ----------------------------------------- | ----------------------------------------- | ----------------------------------------- | ----------------------------------------- |
|                                           | Coureur                                   | Pays                                      | Équipe                                    | Point(s)                                  |
| 1er                                       | Manuele Boaro                             | Italie                                    | Astana                                    | 10                                        |
| 2e                                        | Davide Ballerini                          | Italie                                    | Deceuninck-Quick Step                     | 6                                         |
| 3e                                        | Kamil Gradek                              | Pologne                                   | CCC Team                                  | 3                                         |
| 4e                                        | Jacopo Mosca                              | Italie                                    | Trek-Segafredo                            | 2                                         |
| 5e                                        | Chad Haga                                 | États-Unis                                | Sunweb                                    | 1                                         |
| modifier                                  |                                           |                                           |                                           |                                           |

## Classements à l'issue de l'étape

### Classement général
| \| Classement général \| Classement général \| Classement général \| Classement général \| Classement général \| \| Coureur \| Coureur \| Pays \| Équipe \| Temps \| \| ------------------ \| ------------------ \| ------------------ \| --------------------- \| ------------------ \| \| 1er \| João Almeida \| Portugal \| Deceuninck-Quick Step \| 24 h 48 min 29 s \| \| 2e \| Pello Bilbao \| Espagne \| Bahrain McLaren \| + 43 s \| \| 3e \| Wilco Kelderman \| Pays-Bas \| Team Sunweb \| + 48 s \| \| 4e \| Harm Vanhoucke \| Belgique \| Lotto-Soudal \| + 59 s \| \| 5e \| Vincenzo Nibali \| Italie \| Trek-Segafredo \| + 1 min 01 s \| \| 6e \| Domenico Pozzovivo \| Italie \| NTT Pro Cycling \| + 1 min 05 s \| \| 7e \| Jakob Fuglsang \| Danemark \| Astana \| + 1 min 19 s \| \| 8e \| Steven Kruijswijk \| Pays-Bas \| Jumbo-Visma \| + 1 min 21 s \| \| 9e \| Patrick Konrad \| Autriche \| Bora-Hansgrohe \| + 1 min 26 s \| \| 10e \| Rafał Majka \| Pologne \| Bora-Hansgrohe \| + 1 min 32 s \| |                    |          |                       |                  |
| |                    |          |                       |                  |
| Source : ProCyclingStats |                    |          |                       |                  |
| Classement général |                    |          |                       |                  |
| Coureur | Coureur            | Pays     | Équipe                | Temps            |
| 1er | João Almeida       | Portugal | Deceuninck-Quick Step | 24 h 48 min 29 s |
| 2e | Pello Bilbao       | Espagne  | Bahrain McLaren       | + 43 s           |
| 3e | Wilco Kelderman    | Pays-Bas | Team Sunweb           | + 48 s           |
| 4e | Harm Vanhoucke     | Belgique | Lotto-Soudal          | + 59 s           |
| 5e | Vincenzo Nibali    | Italie   | Trek-Segafredo        | + 1 min 01 s     |
| 6e | Domenico Pozzovivo | Italie   | NTT Pro Cycling       | + 1 min 05 s     |
| 7e | Jakob Fuglsang     | Danemark | Astana                | + 1 min 19 s     |
| 8e | Steven Kruijswijk  | Pays-Bas | Jumbo-Visma           | + 1 min 21 s     |
| 9e | Patrick Konrad     | Autriche | Bora-Hansgrohe        | + 1 min 26 s     |
| 10e | Rafał Majka        | Pologne  | Bora-Hansgrohe        | + 1 min 32 s     |

| Classement par points | Classement par points | Classement par points | Classement par points | Classement par points |
| Coureur               | Coureur               | Pays                  | Équipe                | Points                |
| --------------------- | --------------------- | --------------------- | --------------------- | --------------------- |
| 1er                   | Arnaud Démare         | France                | Groupama-FDJ          | 161 pts               |
| 2e                    | Peter Sagan           | Slovaquie             | Bora-Hansgrohe        | 106 pts               |
| 3e                    | Michael Matthews      | Australie             | Team Sunweb           | 83 pts                |
| 4e                    | Filippo Ganna         | Italie                | Ineos Grenadiers      | 45 pts                |
| 5e                    | Davide Ballerini      | Italie                | Deceuninck-Quick Step | 40 pts                |
| 6e                    | Andrea Vendrame       | Italie                | AG2R La Mondiale      | 30 pts                |
| 7e                    | João Almeida          | Portugal              | Deceuninck-Quick Step | 29 pts                |
| 8e                    | Marco Frapporti       | Italie                | Vini Zabù-Brado-KTM   | 28 pts                |
| 9e                    | Diego Ulissi          | Italie                | UAE Team Emirates     | 27 pts                |
| 10e                   | Elia Viviani          | Italie                | Cofidis               | 26 pts                |

| Classement par points | Classement par points | Classement par points | Classement par points | Classement par points |
| Coureur               | Coureur               | Pays                  | Équipe                | Points                |
| --------------------- | --------------------- | --------------------- | --------------------- | --------------------- |
| 1er                   | Arnaud Démare         | France                | Groupama-FDJ          | 161 pts               |
| 2e                    | Peter Sagan           | Slovaquie             | Bora-Hansgrohe        | 106 pts               |
| 3e                    | Michael Matthews      | Australie             | Team Sunweb           | 83 pts                |
| 4e                    | Filippo Ganna         | Italie                | Ineos Grenadiers      | 45 pts                |
| 5e                    | Davide Ballerini      | Italie                | Deceuninck-Quick Step | 40 pts                |
| 6e                    | Andrea Vendrame       | Italie                | AG2R La Mondiale      | 30 pts                |
| 7e                    | João Almeida          | Portugal              | Deceuninck-Quick Step | 29 pts                |
| 8e                    | Marco Frapporti       | Italie                | Vini Zabù-Brado-KTM   | 28 pts                |
| 9e                    | Diego Ulissi          | Italie                | UAE Team Emirates     | 27 pts                |
| 10e                   | Elia Viviani          | Italie                | Cofidis               | 26 pts                |

| Classement de la montagne | Classement de la montagne | Classement de la montagne | Classement de la montagne   | Classement de la montagne |
| Coureur                   | Coureur                   | Pays                      | Équipe                      | Points                    |
| ------------------------- | ------------------------- | ------------------------- | --------------------------- | ------------------------- |
| 1er                       | Filippo Ganna             | Italie                    | Ineos Grenadiers            | 41 pts                    |
| 2e                        | Jonathan Caicedo          | Équateur                  | EF Pro Cycling              | 40 pts                    |
| 3e                        | Domenico Pozzovivo        | Italie                    | NTT Pro Cycling             | 19 pts                    |
| 4e                        | Edoardo Zardini           | Italie                    | Vini Zabù-Brado-KTM         | 18 pts                    |
| 5e                        | Jakob Fuglsang            | Danemark                  | Astana                      | 18 pts                    |
| 6e                        | Giovanni Visconti         | Italie                    | Vini Zabù-Brado-KTM         | 18 pts                    |
| 7e                        | Wilco Kelderman           | Pays-Bas                  | Team Sunweb                 | 15 pts                    |
| 8e                        | Harm Vanhoucke            | Belgique                  | Lotto-Soudal                | 12 pts                    |
| 9e                        | Vincenzo Nibali           | Italie                    | Trek-Segafredo              | 11 pts                    |
| 10e                       | Simon Pellaud             | Suisse                    | Androni Giocattoli-Sidermec | 9 pts                     |

| Classement de la montagne | Classement de la montagne | Classement de la montagne | Classement de la montagne   | Classement de la montagne |
| Coureur                   | Coureur                   | Pays                      | Équipe                      | Points                    |
| ------------------------- | ------------------------- | ------------------------- | --------------------------- | ------------------------- |
| 1er                       | Filippo Ganna             | Italie                    | Ineos Grenadiers            | 41 pts                    |
| 2e                        | Jonathan Caicedo          | Équateur                  | EF Pro Cycling              | 40 pts                    |
| 3e                        | Domenico Pozzovivo        | Italie                    | NTT Pro Cycling             | 19 pts                    |
| 4e                        | Edoardo Zardini           | Italie                    | Vini Zabù-Brado-KTM         | 18 pts                    |
| 5e                        | Jakob Fuglsang            | Danemark                  | Astana                      | 18 pts                    |
| 6e                        | Giovanni Visconti         | Italie                    | Vini Zabù-Brado-KTM         | 18 pts                    |
| 7e                        | Wilco Kelderman           | Pays-Bas                  | Team Sunweb                 | 15 pts                    |
| 8e                        | Harm Vanhoucke            | Belgique                  | Lotto-Soudal                | 12 pts                    |
| 9e                        | Vincenzo Nibali           | Italie                    | Trek-Segafredo              | 11 pts                    |
| 10e                       | Simon Pellaud             | Suisse                    | Androni Giocattoli-Sidermec | 9 pts                     |

| Classement du meilleur jeune | Classement du meilleur jeune | Classement du meilleur jeune | Classement du meilleur jeune | Classement du meilleur jeune |
| Coureur                      | Coureur                      | Pays                         | Équipe                       | Temps                        |
| ---------------------------- | ---------------------------- | ---------------------------- | ---------------------------- | ---------------------------- |
| 1er                          | João Almeida                 | Portugal                     | Deceuninck-Quick Step        | 24 h 48 min 29 s             |
| 2e                           | Harm Vanhoucke               | Belgique                     | Lotto-Soudal                 | + 59 s                       |
| 3e                           | Jai Hindley                  | Australie                    | Team Sunweb                  | + 1 min 33 s                 |
| 4e                           | Sergio Samitier              | Espagne                      | Movistar Team                | + 2 min 12 s                 |
| 5e                           | Lucas Hamilton               | Australie                    | Mitchelton-Scott             | + 2 min 47 s                 |
| 6e                           | Brandon McNulty              | États-Unis                   | UAE Team Emirates            | + 2 min 57 s                 |
| 7e                           | Tao Geoghegan Hart           | Royaume-Uni                  | Ineos Grenadiers             | + 3 min 18 s                 |
| 8e                           | James Knox                   | Royaume-Uni                  | Deceuninck-Quick Step        | + 3 min 26 s                 |
| 9e                           | Aurélien Paret-Peintre       | France                       | AG2R La Mondiale             | + 4 min 31 s                 |
| 10e                          | Sam Oomen                    | Pays-Bas                     | Team Sunweb                  | + 8 min 12 s                 |

| Classement du meilleur jeune | Classement du meilleur jeune | Classement du meilleur jeune | Classement du meilleur jeune | Classement du meilleur jeune |
| Coureur                      | Coureur                      | Pays                         | Équipe                       | Temps                        |
| ---------------------------- | ---------------------------- | ---------------------------- | ---------------------------- | ---------------------------- |
| 1er                          | João Almeida                 | Portugal                     | Deceuninck-Quick Step        | 24 h 48 min 29 s             |
| 2e                           | Harm Vanhoucke               | Belgique                     | Lotto-Soudal                 | + 59 s                       |
| 3e                           | Jai Hindley                  | Australie                    | Team Sunweb                  | + 1 min 33 s                 |
| 4e                           | Sergio Samitier              | Espagne                      | Movistar Team                | + 2 min 12 s                 |
| 5e                           | Lucas Hamilton               | Australie                    | Mitchelton-Scott             | + 2 min 47 s                 |
| 6e                           | Brandon McNulty              | États-Unis                   | UAE Team Emirates            | + 2 min 57 s                 |
| 7e                           | Tao Geoghegan Hart           | Royaume-Uni                  | Ineos Grenadiers             | + 3 min 18 s                 |
| 8e                           | James Knox                   | Royaume-Uni                  | Deceuninck-Quick Step        | + 3 min 26 s                 |
| 9e                           | Aurélien Paret-Peintre       | France                       | AG2R La Mondiale             | + 4 min 31 s                 |
| 10e                          | Sam Oomen                    | Pays-Bas                     | Team Sunweb                  | + 8 min 12 s                 |

| Classement par équipes | Classement par équipes | Classement par équipes | Classement par équipes |
| Équipe                 | Équipe                 | Pays                   | Temps                  |
| ---------------------- | ---------------------- | ---------------------- | ---------------------- |
| 1re                    | Deceuninck-Quick Step  | Belgique               | 74 h 29 min 50 s       |
| 2e                     | Team Sunweb            | Allemagne              | + 1 min 22 s           |
| 3e                     | Ineos Grenadiers       | Royaume-Uni            | + 3 min 34 s           |
| 4e                     | Jumbo-Visma            | Pays-Bas               | + 4 min 22 s           |
| 5e                     | Mitchelton-Scott       | Australie              | + 6 min 31 s           |
| 6e                     | Bora-Hansgrohe         | Allemagne              | + 7 min 51 s           |
| 7e                     | AG2R La Mondiale       | France                 | + 11 min 30 s          |
| 8e                     | Movistar Team          | Espagne                | + 14 min 57 s          |
| 9e                     | Trek-Segafredo         | États-Unis             | + 18 min 03 s          |
| 10e                    | Bahrain McLaren        | Bahreïn                | + 18 min 12 s          |

| Classement par équipes | Classement par équipes | Classement par équipes | Classement par équipes |
| Équipe                 | Équipe                 | Pays                   | Temps                  |
| ---------------------- | ---------------------- | ---------------------- | ---------------------- |
| 1re                    | Deceuninck-Quick Step  | Belgique               | 74 h 29 min 50 s       |
| 2e                     | Team Sunweb            | Allemagne              | + 1 min 22 s           |
| 3e                     | Ineos Grenadiers       | Royaume-Uni            | + 3 min 34 s           |
| 4e                     | Jumbo-Visma            | Pays-Bas               | + 4 min 22 s           |
| 5e                     | Mitchelton-Scott       | Australie              | + 6 min 31 s           |
| 6e                     | Bora-Hansgrohe         | Allemagne              | + 7 min 51 s           |
| 7e                     | AG2R La Mondiale       | France                 | + 11 min 30 s          |
| 8e                     | Movistar Team          | Espagne                | + 14 min 57 s          |
| 9e                     | Trek-Segafredo         | États-Unis             | + 18 min 03 s          |
| 10e                    | Bahrain McLaren        | Bahreïn                | + 18 min 12 s          |

## Abandons
Aucun abandon